# Brian Deer
Brian Deer (...) è un giornalista britannico, specializzato in inchieste nel campo delle industrie farmaceutiche e della medicina, che scrive sul The Sunday Times di Londra.

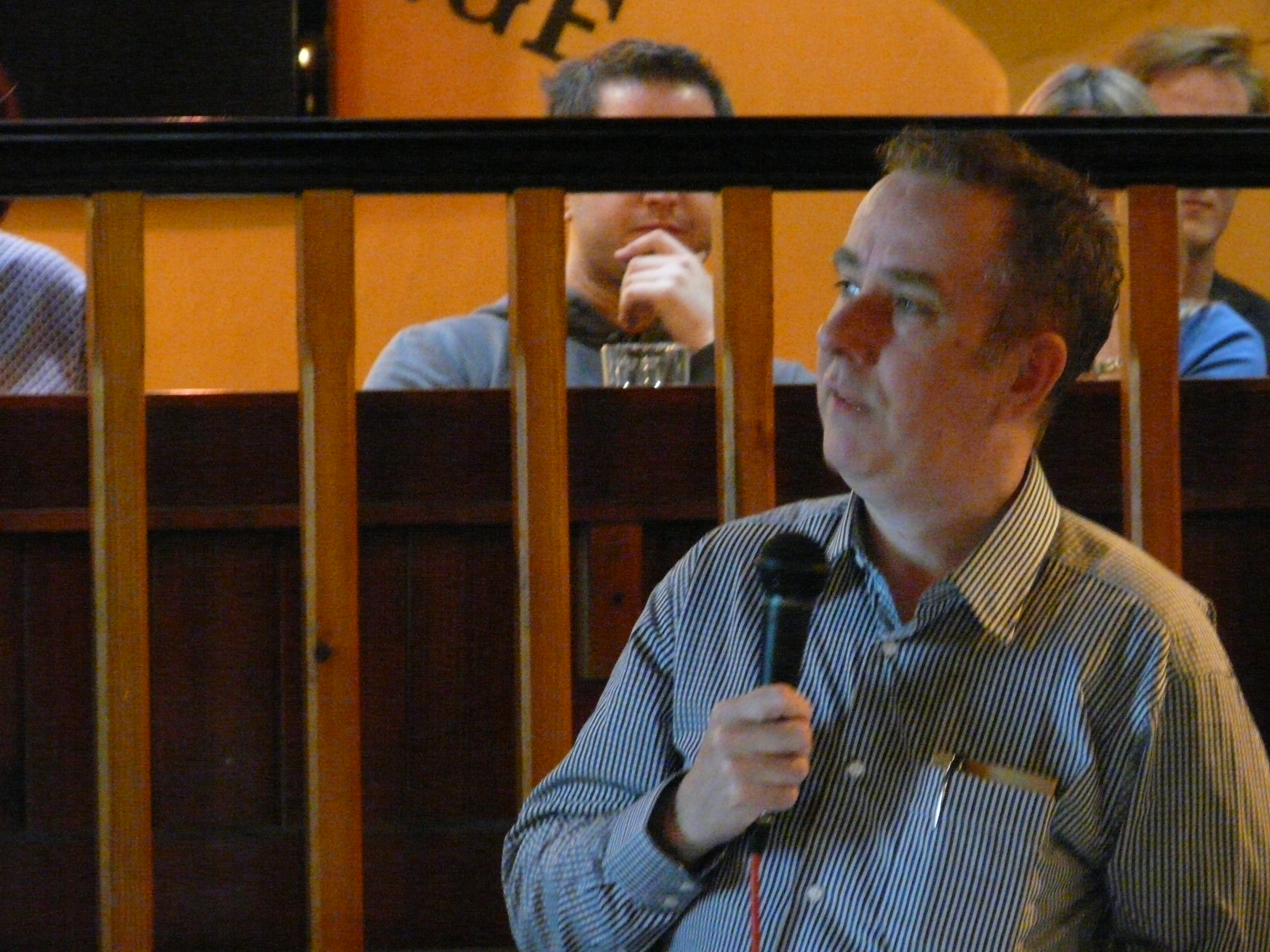
Deer nel 2010

Durante la sua carriera ha ricevuto molti riconoscimenti e premi per la sua attività.

## Carriera
Dopo essersi laureato in filosofia all'Università di Warwick, divenne addetto stampa per l'organizzazione Campagna per il Disarmo Nucleare (Campaign for Nuclear Disarmament), e fu membro del collettivo della rivista politica The Leveller. In seguito scrisse per The Times e per The Sunday Times. Negli anni 1980, con la guida del direttore del Sunday Times Andrew Neil, fu il primo corrispondente di attualità sociali, e tra il 1990 e il 1992 lavorò negli Stati Uniti.

### Investigazioni
Una delle sue prime investigazioni causò un grande scandalo nell'industria farmaceutica: infatti nel 1986 egli rivelò che le ricerche sulla sicurezza della pillola contraccettiva erano state sviluppate all'Università di Deakin in Australia dal professor Michael Briggs, il quale era dipendente della ditta produttrice del farmaco, la società tedesca Schering AG. 
Nel 1994, le sue investigazioni sull'antibiotico Bactrim (Cotrimossazolo) ne provocarono il ritiro dal mercato nel Regno Unito  
Nel 2005, altre sue investigazioni portarono al ritiro dell'analgesico Vioxx (Rofecoxib). 
Il suo documentario "The drug trial that went wrong", che riportava gli esperimenti clinici sul farmaco immunomodulatore TGN1412 fu nominato per un premio giornalistico della Royal Television Society 

#### Controversie sul vaccino trivalente MPR
In una serie di articoli  tra il 2004 e il 2010, Deer investigò sulle problematiche relative al vaccino trivalente MPR (Morbillo, Parotite, Rosolia), pubblicate sulla rivista medica The Lancet nel febbraio 1998 dal medico Andrew Wakefield. Le investigazioni di Deer  portarono all'inchiesta  da parte del General Medical Council - GMC (corrispondente alla Federazione Nazionale degli Ordini dei Medici). Nel gennaio  2010, il GMC giudicò Wakefield di essere stato "disonesto" e "non etico" nella sua ricerca, e il 24 maggio 2010, Wakefield fu radiato dall'ordine dei medici. In risposta alle rivelazioni fatte da Deer, la rivista The Lancet ritirò l'articolo di Wakefield nel febbraio 2010.